# اویشی
اویشی (انگلیسی: Oishi) شرکت صنایع غذایی فیلیپینی است، که در سال ۱۹۴۶ تأسیس شد‌